# Bernardo I di Sassonia
Bernardo I (950 circa – Abbazia di Corvey, 9 febbraio 1011) fu duca di Sassonia dal 973 alla morte.

## Biografia
Fu il secondo duca di Sassonia della dinastia Billung, figlio del duca Ermanno e Oda. Estese considerevolmente il potere ricevuto dal padre.
Combatte i danesi nel 974, 983 e 994 nelle loro invasioni. Su suo consiglio e su quello del conte di Stade Enrico il Calvo, Ottone II espugnò il Danevirke nell'agosto del 974.
Sostenne la successione di Ottone III contro Enrico II di Baviera. Nel 986 fu fatto maresciallo e nel 991 e nel 995 si unì al giovane Ottone in campagna contro gli slavi. Aumentò il suo potere nei confronti della corona: se suo padre era stato il rappresentante del re per la tribù, Bernardo era il rappresentante della tribù per il re. Bernardo morì nel 1011 e fu sepolto nella chiesa di San Michele a Luneburgo.

## Famiglia
Nel 990, Bernardo sposò Ildegarda († 1011), figlia di Enrico I il Calvo, conte di Stade della dinastia Odoniana († 976) e di Ildegarda di Reinhausen, figlia di Elli I, conte di Reinhausen. Essi ebbero i seguenti figli:
- Ermanno, morì giovane;
- Bernardo II, duca di Sassonia dal 1011 al 1059[5];
- Tietmaro, conte, era in conflitto con il vescovo di Paderborn Meinwerk per il controllo dell'abbazia di Helmarshausen. Secondo Adamo da Brema, egli fece un'imboscata all'imperatore Enrico III e fu da questo citato in giudizio; Tietmaro chiese quindi di espiare la propria colpa con un duello e in questa occasione venne ucciso dal campione di Enrico III, il vassallo Arnoldo[6], il 1 aprile 1048 a Pöhlde; egli venne vendicato dal figlio, il quale impiccò Arnoldo in mezzo a due cani[5][7][8].
- Gedesdiu (o Gedesti) († 30 giugno 1040 circa), badessa di Metelen (dal 993) e Herford (dal 1002);
- Matilda († 28 aprile 1014), suora presso l'abbazia di Gernrode; la badessa e parente Hathui ne pianse la morte, in quanto sperava fosse lei a succedergli; questa morì poco dopo, il 4 luglio[5][9][10].

e probabilmente:
- Otelinda († 9 marzo 1044), che sposò Teodorico III d'Olanda.